# Davidova budleja
Davidova budleja (budleja, ljetni jorgovan; lat. Buddleja davidii) je cvjetni grm iz porodice Scrophulariaceae. Prirodno stanište su joj Kina i Japan. Svi dijelovi biljke su otrovni. Koristi se u hortikulturi.

## Opis
Budleja je najraširenija vrsta u svom rodu, koja je iz Kine uvezena po mnogim zemljama Europe, Azije, Afrike, Sjeverne i Južne Amerike, Australiju i Novi Zeland. To je veliki, brzorastući, listopadni grm (može biti i zimzelen), do 3 m visok, s dugim, lučnim izbojcima i kopljastim, šiljastim, zelenim ili sivozelenim listovima dugim do 25 cm. Od ljeta do jeseni rađa guste, 30 cm ili više duge, male, mirisne cvjetove u raznim nijansama ljubičaste.

## Vanjske poveznice
- USDA PLANTS Profile: Buddleja davidii
- Buddleja davidii (butterfly bush)